# Stefan Antoni Mdzewski
Stefan Antoni Mdzewski herbu Dołęga (ur. ok. 1653 r., zm. 16 maja 1718 r. we Wrocławiu) – polski duchowny, dominikanin, biskup tytularny Kalamy i biskup pomocniczy w Łucku, Gnieźnie i we Wrocławiu, kanclerz królowej Marii Kazimiery od 1704 roku. 

## Życiorys
Urodził się około 1653 roku. W młodości wstąpił do zakonu dominikanów. Studiował teologię w Krakowie. Był rektorem studium dominikanów w Krakowie oraz przeorem klasztoru w Warszawie. Po jego sekularyzacji był kanonikiem gnieźnieńskim. 11 stycznia 1690 roku został mianowany przez papieża Aleksandra VIII biskupem tytularnym Calama i biskupem pomocniczym w diecezji łuckiej. 12 marca tego samego roku miała miejsce jego konsekracja. 13 sierpnia 1699 roku został przeniesiony do archidiecezji gnieźnieńskiej, gdzie pełnił jeszcze funkcję oficjała i wikariusza generalnego. Należał do przeciwników króla Polski Augusta II Mocnego Sasa, wobec tego usunął się poza granice kraju na Śląsk i przebywał w klasztorze dominikanów we Wrocławiu, sprawując w tutejszej diecezji funkcję biskupa pomocniczego. W 1705 roku potwierdził pacta conventa Stanisława Leszczyńskiego. Zmarł w 1718 roku.